# Stadion Rudolfa Labaje
Stadion Rudolfa Labaje je fotbalový stadion v Třinci. Své domácí zápasy zde odehrává profesionální fotbalový klub FK Třinec. Maximální kapacita stadionu činí 2 200 sedicích diváků. Stadion je bez umělého osvětlení. Pojmenován je po bývalém třineckém trenérovi Rudolfu Labajovi.
Stadion byl slavnostně otevřen u příležitosti utkání 2. ligy (sk. B) mezi domácím Třincem a hostujícím Spartakem Považská Bystrica dne 21. 8. 1966 před kulisou 6000 diváků.
V roce 2025 by měl stadion získat umělé osvětlení. Vylepšení by se měla dočkat také zastaralá tribuna. 